# O.J. Simpson: Juice on the Loose
O. J. Simpson: Juice on the Loose é um documentário esportivo, originalmente produzido nos Estados Unidos em 1974, e re-lançado em 1994 pela Vidmark, durante o julgamento criminal de O.J. Simpson, foi escrito por Neil Fisher e dirigido por George A. Romero.
Filmado em locações em São Francisco, California, Estados Unidos.

## Elenco
- O. J. Simpson ... Ele mesmo
- Marvin Goux ... Ele mesmo - Asst. do Treinador do USC (como Marv Goux)
- Earl Edwards ... Ele mesmo - Buffalo Bills
- Reggie McKenzie... Ele mesmo - Buffalo Bills
- Howard Cosell ... Ele mesmo
- Larry Felser ... Ele mesmo - Buffalo Bills
- Dwight Chapin ... Ele mesmo - Reporter do L.A. Times
- Eunice Simpson ... A própria - Mãe de O.J.'s
- Shirley Baker ... A própria - Irmã de O.J.'s
- Carmelita Jackson ... Ela mesma
- Melvin Simpson ... Ele mesmo - Irmão de O.J.'s
- AC Carenagens... Ele mesmo - Houston Oilers (como Al Carenagens)
- Marilyn O'Brien ... A própria - Esportes Headliners Inc.
- Chuck Barnes ... Ele mesmo - Sports Headliners Inc.
- Margarite Simpson ... A própria - Esposa de O.J.'s